# Explorer 23
Explorer 23 – satelita naukowy amerykańskiej agencji kosmicznej NASA. Trzeci statek serii Micrometeroid, badającej mikrometeoroidy (wyznaczenie prawdopodobieństwa trafienia statku przez mikrometeoroid). Statek działał prawidłowo przez rok, do 7 listopada 1965, oprócz detektora z siarczkiem kadmu, który został uszkodzony w trakcie startu i nie zebrał żadnych danych. Poza tym wypełnił wszystkie stawiane mu cele.

## Budowa i działanie
Statek powstał przez zabudowanie ostatniego członu rakiety nośnej. Urządzenia i elementy samego satelity miały masę 96,4 kg.

### Instrumenty naukowe

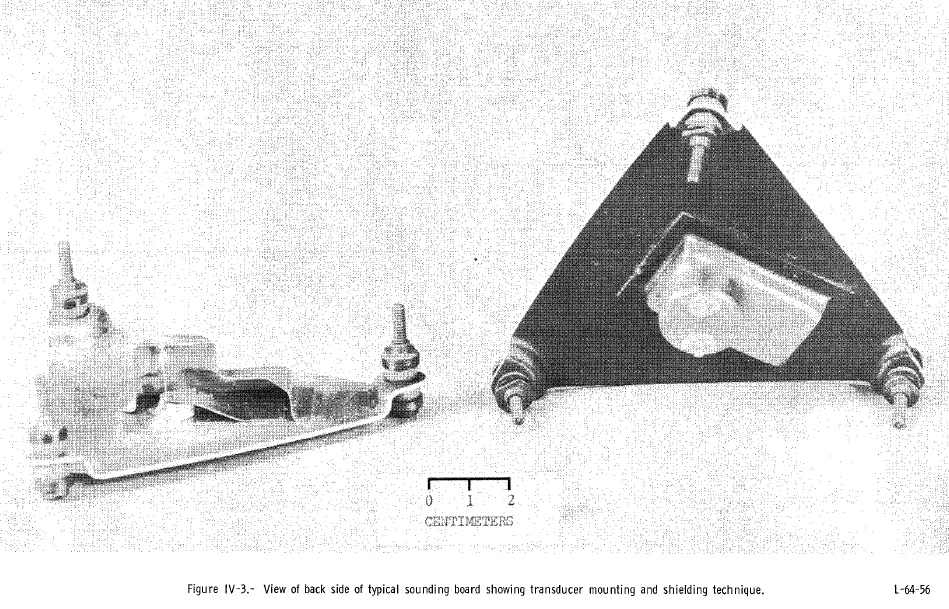
Piezoelektryczny detektor mikrometeoroidów satelity Explorer 23

- Ciśnieniowy detektor meteoroidów

Detektor składał się z 216 stalowych komórek o grubości 0,0987 mm, zamontowanych w 7 rzędach dookoła statku. Komórki zawierały hel pod ciśnienie bezwzględnym 1300 mm Hg. Jedna ze ścianek każdej komórki, skierowanych na zewnątrz statku, wykonana była z materiału testowego - półtwardej stali typu 302, pokrytej 1,4 μm grubości powłoką termiczną. Powłoka składał się z warstwy chromu, tlenku krzemu, glinu i ponownie tlenku krzemu. W 210 aktywnych komórek (6 wyłączonych z powodów ograniczeń telemetrii), grubość materiału w 70 komórkach wynosiła 25,4±2,5 μm, a 40 miało grubość 50,8±2,5 μm. W momencie przebicia ścianki przez mikrometeoroid spadało ciśnienie helu, rejestrowane elektronicznie. W czasie 365 dni pomiaru zarejestrowano 50 perforacji komórek 25 μm i 74 perforacji komórek 50 μm.
- Uderzeniowy detektor meteoroidów

Rozkład mas mikrometeoroidów był określany przez detektor uderzeniowy składający się z 24 trójkątnych płytek do penetracji, wykonanych ze stopów aluminium (typu 6061), o grubości 1,3 mm. Na środku każdej z płytek zamontowano przetwornik piezoelektryczny. Powierzchnia wystawiona na uderzenia wynosiła 1440 cm2. Płytki były pogrupowane po 6, połączonych elektrycznie w sposób równoległy i umieszczonych na obwodzie satelity. Uderzenie meteoroidu w płytkę skutkowało przetworzeniem energii mechanicznej w elektryczną. Sygnał był wzmacniany i digitalizowany progowo przez trzy wzmacniacze, odpowiadające trzem poziomom momentu pędu uderzającej drobiny. Dzięki odpowiedniej kalibracji połączeń płytek, wszystkie funkcjonowały jako jeden detektor. Poziomy detekcji ustalono na wartościach: 0,00012 Ns; 0,000008 Ns; 0,0000003 Ns. Zarejestrowanych uderzeń było, odpowiednio, 2, 218 i 14169 (między 6 listopada 1964 a 5 listopada 1965).
- Pojemnościowy detektor meteoroidów

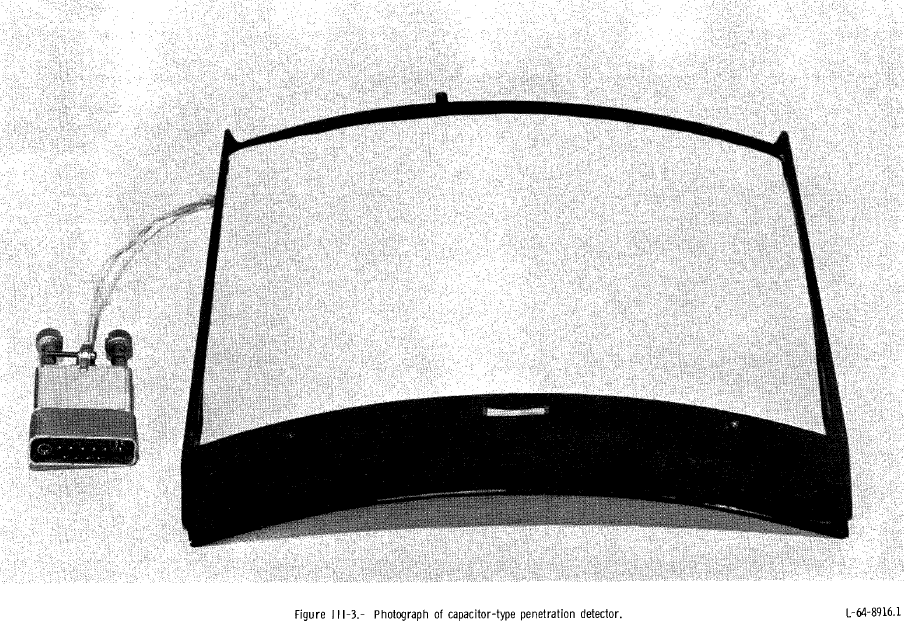
Pojemnościowy detektor meteoroidów satelity Explorer 23

Eksperyment mający na celu ustalenie wpływu uderzeń mikrometeoroidów na pracę kondensatorów elektrycznych. Motywowany próbami laboratoryjnymi wskazującymi, że elektrony obdarzone wysoką energią mogły zbierać ładunek z dielektryka powodując rejestracje fałszywych zliczeń meteoroidów. Przyrząd stanowiły dwa kondensatory wykonane z dielektrycznej folii polimerowej, grubości 3,8 μm, stanowiące jedną elektrodę. Drugą elektrodę stanowiła warstwa miedzi, o grubości 0,65 μm, nałożona próżniowo na dielektryk. Kondensatory były przyklejone (warstwa grubości 2,5 μm) do pianki poliuretanowej, grubości 0,63 cm. Pianka zaś przytwierdzona była do laminowanej płyty z włókna szklanego. Penetracja naładowanego kondensatora skutkowała zwarciem i rozładowaniem go, co było rejestrowane. Ścieżka przewodzenia zanikała po mniej niż 1 μm, co pozwalało na ponowne naładowanie kondensatora i gotowość do kolejnej rejestracji. Zdarzenia rejestrował tylko jeden z kondensatorów. Z drugiego nie zebrano żadnych danych. Szczegółowa analiza danych pokazała, że nie można było w taki sposób odróżnić zliczeń wywołanych promieniowaniem od wywołanych mikrometeoroidami.
- Mikrometeoroidów detektor z siarczkiem kadmu

Przyrząd naukowy mający określać rozmiar meteoroidów. Elementem rejestrującym były dwie mylarowe błony z dwoma światłoczułymi elementami z siarczkiem kadmu. Błony, o grubościach 6,35 i 3,18 μm, powierzchni 24 cm2, napylone z obu stron aluminium, były wystawiona na działanie środowiska przestrzeni kosmicznej. Elementy światłoczułe oglądały ją z wnętrza satelity. W przypadku perforacji folii, wpadające przez powstały otwór światło zmieniałoby rezystancję fotoelementu. Pierwszy odczyt instrumentu krótko po wyłączeniu 4. członu rakiety nośnej wykazał, że elementy światłoczułe pozostały nasycone. Najpewniej w trakcie startu doszło do dużej perforacji folii lub jej zerwania.